# Vidro laminado

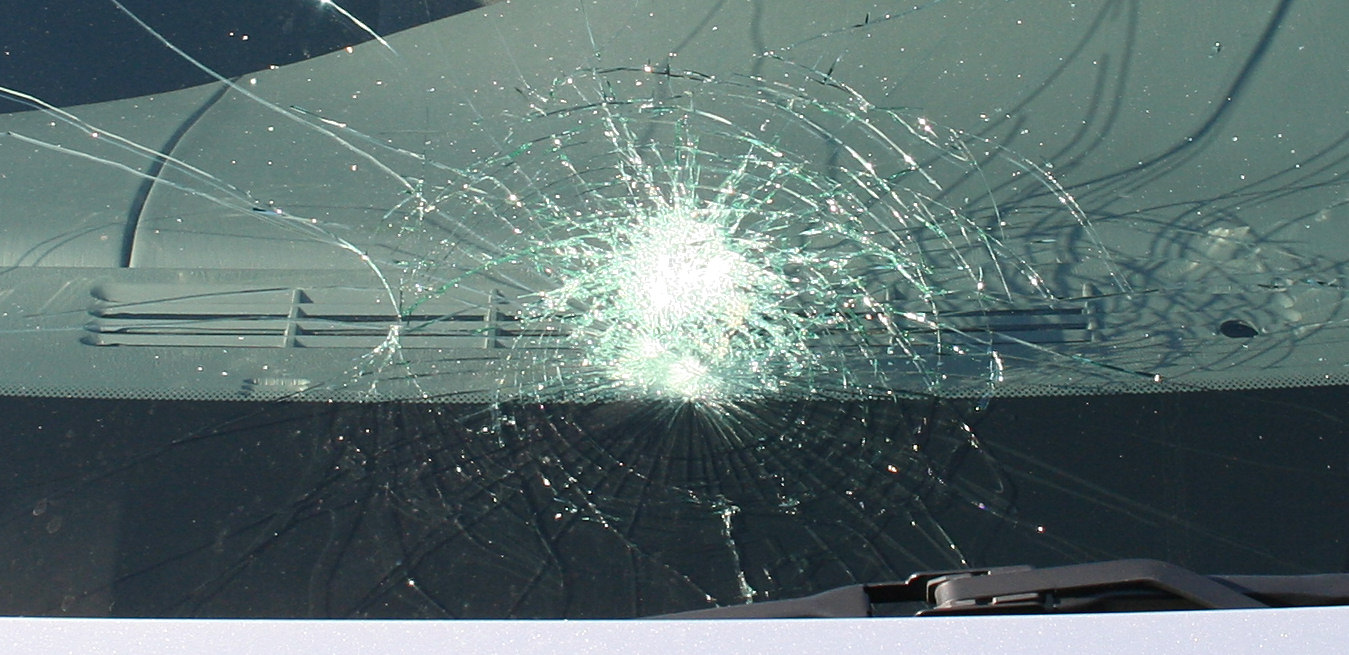
Pára-brisa quebrado fabricado com vidro laminado.

Vidro laminado é um tipo de vidro de segurança que mantém em conjunto os estilhaços quando quebrado. É composto por duas ou mais placas de vidro, que são unidas por uma ou mais camadas intermediárias de polivinil butiral (PVB) ou resina. Quando quebrado, os estilhaços ficam presos nessa camada intermediária. Esta característica produz efeito de uma "teia de aranha" quando o impacto não é totalmente suficiente para furar o vidro.
O vidro laminado foi inventado em 1903 pelo químico francês Edouard Benedictus, inspirado por um acidente em seu laboratório. Um frasco de vidro com um revestimento plástico caiu e quebrou mas seus estilhaços se mativeram unidos. A primeira utilização, generalizada de vidro laminado foi nas máscaras de gás durante a Primeira Guerra Mundial.
É normalmente utilizado quando existe uma possibilidade de impacto humano, como em pára-brisas de automóveis; vitrines; onde se deseja ter maior segurança, como em janelas e vitrinas; ou onde não pode cair o vidro quebrado, como em clarabóias e guarda-corpos.
Polivinil butiral é uma película plástica e elástica aplicada entre as chapas de vidro. Estão disponíveis no mercado películas transparentes, coloridas e impressas. É nessa película que os fragmentos de vidro ficam presos em caso de quebra. Graças a esta camada, o vidro laminado tem um melhor isolamento acústico, devido ao efeito amortecimento entre as placas de vidro, e também bloqueia 99% dos raios UV transmitidos.
Vidro laminado é também por vezes utilizado em esculturas de vidro.